# Mesa redonda del Algonquín

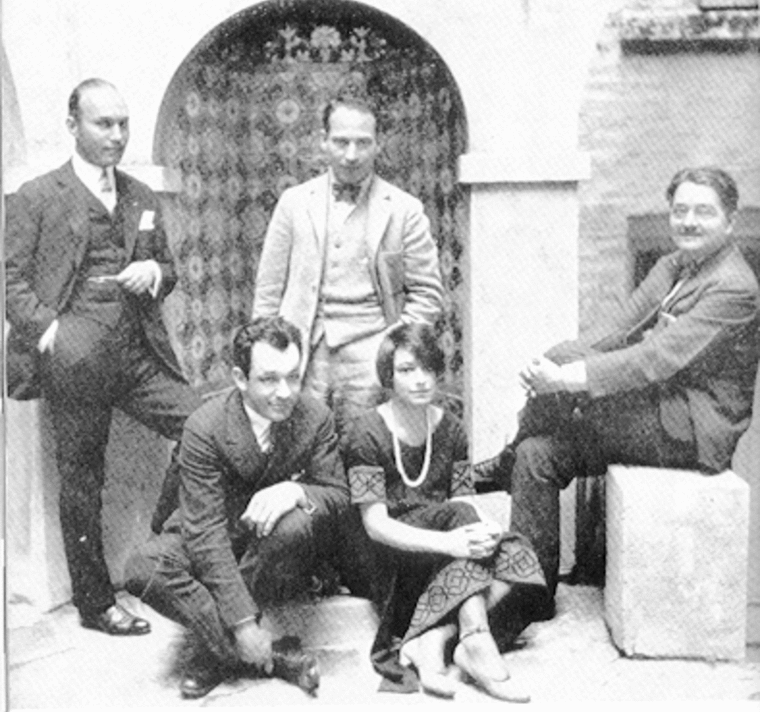
Dorothy Parker con parte de la plana mayor de la Mesa redonda del Algonquín y otros: Art Samuels (editor de Harper's y, brevemente, del The New Yorker), Charles MacArthur, Harpo Marx y Alexander Woollcott

La Mesa redonda del Algonquín, también denominada jocosamente Círculo vicioso del Algonquín, fue un grupo de periodistas, críticos, escritores, actores y actrices relacionados con el mundo del espectáculo y la farándula de Broadway (Nueva York) que almorzaba y se reunía en el hotel Algonquín de Manhattan en torno a mesas de cribbage, bridge y póker, formando una ácida tertulia crítica entre 1919 y 1929.

## Algunos miembros
La principal animadora del grupo fue la escritora y crítica teatral Dorothy Parker. Unía a sus miembros una lengua cáustica y venenosa, de forma tal que constituía una especie de Bilis club consagrado a acuñar maldades, chistes y epigramas ácidos sobre estrenos y temas de actualidad durante sus comidas y partidas de bridge y póker.
Fueron miembros fijos de la tertulia del Algonquín, aparte de Dorothy Parker, el columnista, poeta y humorista Franklin Pierce Adams, el humorista y actor Robert Benchley, el columnista deportivo Heywood Broun, el dramaturgo Marc Connelly, la feminista Ruth Hale, el dramaturgo y director George S. Kaufman, el productor de Broadway Brock Pemberton, el editor del The New Yorker Harold Ross, el escritor y dramaturgo Robert E. Sherwood, el publicista John Peter Toohey y el crítico y periodista Alexander Woollcott. 
Otros miembros se movían más libremente y participaban de un modo más eventual: las actrices Tallulah Bankhead, Blyth Daly, Eva Le Gallienne, Margalo Gillmore, Estelle Winwood y Peggy Wood, los dramaturgos Noël Coward, Edna Ferber, Donald Ogden Stewart, Beatrice Kaufman; las escritoras Jane de Grant, Margaret Leech y Alice Duer Miller, la ilustradora de revistas Neysa McMein, los humoristas Groucho y Harpo Marx y Frank Sullivan, y el compositor Deems Taylor.
En el grupo del Algonquín se fraguaron muchas colaboraciones literarias y artísticas y fue un venero de creatividad al menos en el terreno del arte dramático.

## Nómina

### Partícipes regulares
| - Franklin Pierce Adams, columnista - Robert Benchley, humorista y actor - Heywood Broun, columnista y periodista deportivo - Marc Connelly, dramaturgo - George S. Kaufman, dramaturgo y director de escena | - Dorothy Parker, crítica teatral, escritora, guionista y poetisa - Harold Ross, periodista y editor del The New Yorker - Robert E. Sherwood, autor y dramaturgo - John Peter Toohey, publicista - Alexander Woollcott, crítico y periodista |

### Partícipes irregulares
| - Tallulah Bankhead, actriz - Jane Grant, periodista y feminista - Ruth Hale, periodista y feminista - Beatrice Kaufman, editora y dramaturga - Harpo Marx, comediante y actor - Neysa McMein, ilustradora | - Donald Ogden Stewart, dramaturgo y guionista - Deems Taylor, compositor - Edna Ferber, escritora - Ina Claire, actriz - Douglas Fairbanks senior, actor y productor |

## En el cine
El documental premiado con un Óscar en 1987 The Ten-Year Lunch trata sobre este grupo y La señora Parker y el círculo vicioso (1994) es una película estadounidense escrita y dirigida por Alan Rudolph que intenta reproducir la época y grupo del Algonquín.